# (523696) 2014 GW53
(523696) 2014 GW53 est un objet transneptunien faisant partie des cubewanos d'un diamètre estimé à 330 km, ce qui pourrait le qualifier comme candidat au statut de planète naine.